# Ščukinskaja (stanice metra v Moskvě)
Ščukinskaja (rusky Щукинская) je stanice moskevského metra. Pojmenována je podle přilehlé oblasti Ščukino.

## Charakter stanice
Stanice se nachází v západní částí linky Tagansko-Krasnopresněnskaja. Je to klasická mělce založená hloubená podzemní stanice s ostrovním nástupištěm podpíraným dvěma řadami sloupů. Ty jsou obložení světlým mramorem, stěny za kolejištěm pak eloxovaným hliníkem. V některých místech jsou na stěnách umístěné ozdobné reliéfy.
Stanice má dva výstupy, vycházejí každý do svého podpovrchového vestibulu (vestibuly jsou umístěné na Ščukinské ulici a ulici maršála Vasilevského). Denně ji využije přes 95 000 lidí, což ji řadí mezi silný nadprůměr. Ščukinskaja slouží veřejnosti již od 30. prosince 1975.